# Guía de buena práctica para TEA
Una guía de buena práctica para trastornos del espectro autista (TEA) es un documento donde se detallan las prácticas más adecuadas de acuerdo con la investigación empírica, ya sea para la detección, el diagnóstico, el tratamiento, la intervención o la investigación en el ámbito de este tipo de trastornos.

## Origen
La creación de guías de buenas prácticas para los trastornos del espectro autista viene motivada por la necesidad de reconducir la investigación y las prácticas especializadas de diagnóstico e intervención en TEA de acuerdo con los descubrimientos científicos que fueron surgiendo a finales de la década de los 90 y principios del siglo XXI.
El problema fundamental al que había que dar una solución era que, en torno a los años 60 y 70, existían prácticas muy diversas e incluso contradictorias enraizadas en escuelas de distinta tradición (psicoanálisis, conductismo, enfoque neurológico). Mientras en Europa el autismo iba perfilándose como un trastorno con entidad propia, según lo que defendían autores como Kanner y Asperger (los primeros en caracterizarlo), en América del Norte sus límites frente a otras disfunciones como la psicosis eran confusos, lo que dio lugar a diversos abusos, como el sobrediagnóstico o el uso de tratamientos de dudoso éxito sin base científica.
Según el psicoanálisis, el autismo era un tipo de psicosis (a la que se metía dentro del cajón de psicosis infantiles) originada en la primera infancia como consecuencia de una inadecuada crianza por parte de los padres. Los conceptos fundamentales de esta interpretación son el rechazo de los padres al neonato como proceso Inconsciente de autodefensa y el concepto de apego. Se trataría, pues, de un problema de tipo afectivo con consecuencias cognitivas.
El conductismo proponía una interpretación alternativa según su propia perspectiva: se trataba de un estilo conductual mediado por estímulos del entorno. Aunque la interpretación dicta mucho de la psicoanalítica, ambas escuelas coincidían en que el origen estaba en sucesos acaecidos en la primera infancia.
Pero ya en los años 80 se fue haciendo cada vez más patente el origen genético del trastorno con base en diversos estudios sobre su heredabilidad. Todo apuntaba a una base neurológica, que lo diferenciaba claramente de las psicosis. Sin embargo, en la práctica clínica, muchos especialistas se resistían a integrar estos nuevos descubrimientos, ya sea porque estaban demasiado apegados a su tradición o porque les costaba tener que cambiar sus planteamientos en la praxis de muchos años. Sea como fuere, era preciso dar un giro radical a la situación, ya que se seguía diagnosticando como autistas a personas que no lo eran, a otros que lo eran no se les daba el diagnóstico adecuado, las intervenciones implicaban importantes inversiones de tiempo y recursos económicos y humanos que en muchos casos resultaban estériles e incluso contraproducentes, como la separación de hijos y padres, el tratamiento con vitaminas, etc., con todo lo que ello conllevaba de perjuicios a los pacientes.
Una de las consecuencias más dañinas era la inculpación de los padres, cuando ya ha quedado demostrado que el origen del trastorno es constitutivo y no depende, en sí mismo, del estilo de crianza. Según Rivière, la confusión entre autismo y psicosis ha sido uno de los mayores errores de la psiquiatría moderna.

## Guías de buenas prácticas editadas

### Ámbito angloparlante
- Guía de California (julio de 1997).
- Guía de Buena Práctica de Nueva York (1999).
- Guía de Mánchester, Maine (febrero de 2002).
- Guía de Ontario (2003).
- Guía de Sydney (febrero de 2004).
- Guía de buena práctica para PDA, Reino Unido (2012).

### En español
- Guía de buena práctica para el tratamiento de los trastornos del espectro autista.
- Guía de buena práctica para la detección temprana de los trastornos del espectro autista
- Guía de buena práctica para el diagnóstico de los trastornos del espectro autista